# Thermal
Thermal est une census-designated place située dans l'État de Californie. 
Le développement de Thermal a commencé en 1910, par l'installation d'un camp pour les employés du chemin de fer de l'Union Pacific. Dans les années 1950, l'apparition de canaux d'irrigation a permis à cette région plutôt désertique et aride de prospérer dans l'agriculture.